# Andrea Antico
Pour les articles homonymes, voir Antico.
Andrea Antico, également connu sous les noms d'Andrea Antico da Montona, Anticho, Antiquo, né vers 1480 et mort après 1538, est un imprimeur et éditeur de musique, et un compositeur italien de la Renaissance. Né en Istrie, son activité est documentée à Rome et à Venise. Il est le premier imprimeur de musique sacrée à Rome, et le premier concurrent du vénitien Ottaviano Petrucci, lui-même considéré comme le premier grand imprimeur de musique.

## Biographie
Antico est né à Montona (aujourd'hui Motovun, en Croatie), en République de Venise. Ses origines ethniques ne sont pas connue ; au XVe siècle, Montona était peuplée d'Italiens et de Croates. Peu de documents étant disponibles, le début de sa vie est mal connu. On peut déduire d'une lettre papale de 1516, le qualifiant « [d']ecclésiastique du diocèse de Parenza, vivant désormais à Rome », qu'il a peut-être été actif dans le diocèse de Parenzo (Poreč, en Croatie) en Istrie. Sa première publication date de 1510 et est une collection de frottole. À l'instar de Petrucci, dont le recueil similaire, Odhecaton, avait été publié huit ans plus tôt à Venise, il a commencé par publier de la musique populaire profane.
En 1514, il obtient le privilège papal pour l'impression de la musique au sein des Etats pontificaux. C'était la première fois qu'un tel privilège était accordé. Peu après, il obtient le droit exclusif d'impression des tablatures pour orgue. Cela le rend concurrent de Petrucci, qui jouissait de privilèges similaires pour la République de Venise, et qui avait auparavant le droit d'impression des tablatures d'orgue dans les Etats pontificaux, droit transmis à Antico par le pape car Petrucci n'en avait pas imprimé. Un droit d'auteur de dix ans a ensuite été intégré à son privilège, bien que dans les faits de nombreuses réimpressions des productions d'Antico aient été faites sans le citer et avant expiration de ses droits.
Lorsqu'il était à Rome, Antico s'associe financièrement avec Ottaviano Scotto, et fait également appel à l'imprimeur Antonio Giunta. En 1518, il quitte Rome pour Venise, où il reprend son activité d'imprimeur en 1520. De 1520 à 1522 il travaille en association avec Luca Antonia Giunta. On ne sait rien de ses activités entre 1522 et 1533. On suppose qu'il a pu travailler à Lyon pendant cette période, peut-être en association avec un célèbre imprimeur de la ville, Jacques Moderne, également originaire d'Istrie. En 1533, il reprend une nouvelle fois ses activités d'imprimeur, toujours à Venise, cette fois-ci en tant qu'employé d'Ottaviano Scotto, son ancien associé à Rome.
La dernière publication d'Antico connue date de 1539. Il s'agit d'une collection de motets à quatre voies par Adrien Willaert. On ne sait rien de la vie d'Antico après cette date.

## Œuvre et influence
À la différence de Petrucci, qui utilisait des caractères mobiles et une technique d'impressions multiples, Antico fabriquait des matrices en bois. Bien que cette technologie soit antérieure et plus laborieuse à mettre en œuvre, elle permettait des impressions de grande qualité, Antico étant reconnu comme l'un des meilleurs imprimeurs utilisant des matrices en bois de son époque.
Une de ses publications faites lors de son séjour romain, le Liber quindecim missarum du 9 mai 1516, contient des messes par Josquin des Prez, Pierre de La Rue, Antoine Brumel, Jean Mouton, Antoine de Févin et Matthaeus Pipelare. C'était le premier recueil de musique sacrée à être imprimé à Rome même ; Petrucci avait en effet imprimé de la musique sacrée à Venise plus d'une décennie auparavant. Dans la dédicace de l'ouvrage, Antico déclare au pape Léon X qu'il avait passé trois ans à préparer laborieusement les matrices en bois pour cet ouvrage. Giovanbattista Columba est probablement l'artiste responsable de la conception de la page de couverture et des abondantes illustrations du Liber quindecim missarum.
À Venise, il publie de nombreux genres de musique, dont des frottole par Bartolomeo Tromboncino et Marchetto Cara et arrangées pour voix et luth, des chansons et motets français, dont un recueil d'œuvres d’Adrien Willaert, et quelques-uns des premiers ouvrages de madrigaux, dont des recueils de Philippe Verdelot et de Jacques Arcadelt.
Antico était également un compositeur et incluait parfois ses propres frottole au sein de ses publications, les signant par Andrea Anticho D.M. Elles sont d'un style léger, assez simple, et homophonique.